# Días de Blues (álbum)
Días de Blues es el primer disco de la banda homónima uruguaya. Fue editado originalmente en Argentina en 1972 por De la Planta. Este disco logró que con los años la banda se transformara en una banda de culto que trascendió fronteras.

## Historia
Días de Blues actuó con importante éxito en el Festival B.A. Rock en Argentina el 27 de octubre de 1972; dando lugar a que su primer LP se editase también allí. El disco debut de Días de Blues se grabó en noviembre de 1972 en los estudios ION de Buenos Aires. Se editó en 1972 en esa misma ciudad por el sello De la Planta y a principios de 1973 el mismo sello lo editó en Uruguay.

## Estilo musical
Las letras de las canciones se caracterizan por dirigirse a la temática cotidiana y por la utilización del lenguaje coloquial y poco rebuscado, lo cual se combina con la voz de Barral que articula un tono roquero pero con una dicción característica de Uruguay. En lo musical, existe una fuerte influencia del hard rock del trío británico Cream.

## Ficha técnica

### Integrantes
- Jorge Barral, bajo, guitarra acústica, orrigontófono y voz
- Daniel Bertolone, guitarra, slide, Armónica, pianola y voz
- Jorge Graf, batería y pianola

### Información
- Coproductor: Carlos Piriz
- Estudios: ION, Buenos Aires
- Grabación: Carlos Piriz
- Mastering: Luis Quinteros
- Tapa original: Celmar Poumé

## Reediciones
- Fue reeditado en CD por Sondor en 1998, junto al álbum de la banda Opus Alfa.
- Fue reeditado en CD y vinilo en Italia en el 2000 por Akarma.

## Canciones

### Lado A
| N.º | Título                     | Escritor(es)     | Duración |  |
| 1.  | «Amasijando los blues»     | Daniel Bertolone | 6:10     |  |
| 2.  | «Dame tu sonrisa loco»     | Jorge Barral     | 2:27     |  |
| 3.  | «No podrán conmigo»        | Jorge Graf       | 2:22     |  |
| 4.  | «Cada hombre es un camino» | Jorge Barral     | 7:50     |  |

### Lado B
| N.º | Título              | Escritor(es)     | Duración |  |
| 1.  | «Están desubicados» | Jorge Graf       | 4:23     |  |
| 2.  | «Esto es nuestro»   | Daniel Bertolone | 2:18     |  |
| 3.  | «Vuela»             | Jorge Barral     | 4:00     |  |
| 4.  | «Toda tu vida»      | Daniel Bertolone | 9:28     |  |